# By the dawn's early light
|  | Denne artikel er oprettet af botten PalnaBot ud fra en ekstern database. Den kan derfor have sproglige fejl eller mangler. Denne skabelon kan fjernes efter kontrol af indholdet. |

By the dawn's early light er en eksperimentalfilm fra 1994 instrueret af Knud Vesterskov efter manuskript af David Wojnarowicz.

## Handling
En road movie hvor David Wojnarowicz guider tilskueren gennem billederne af det rå og forstyrrede Amerika. 'David Wojnarowicz har fanget den urgamle tone fra vejen, den rejsendes tone, den udskudtes, tyvens, luderens, den samme tone man kunne høre i Villons Paris og Petronius' Rom' (citat William Burroughs).